# Maho Tomita
Maho Tomita (富田 麻帆, Tomita Maho, nascida em 1º de junho de 1987) é uma atriz, dubladora e cantora de Tóquio afiliada a Suns Entertainment. Ela é conhecida por seu papel como Maya Tendō na franquia Revue Starlight. Em 2005, sua canção "Hare Nochi Hare!" foi usada como abertura do anime Kamichu!.

## Carreira
Tomita nasceu em Tóquio em 1º de junho de 1987.  Ela começou sua carreira na indústria do entretenimento em 1993, e aí apareceu em séries de televisão, filmes e peças de teatro. Ela também lançou três DVDs de gravura entre 2003 e 2004.
Em 2005, ela fez sua estreia como musicista com o lançamento do single "Hare Nochi Hare!" (晴れのちハレ!)   a música-título foi usada como tema de abertura da série de anime Kamichu!. Em 2006, ela lançou a música "Ma Mo Ru!", que foi usada como tema de abertura do anime Mamoru-kun ni Megami no Shukufuku o, e a música "Happy Flight", que foi usada como tema de abertura da série de anime Galaxy Angel Rune. Ela lançou várias canções para animes desde então. Ela lançou um álbum intitulado M em 2007, mesmo ano em que saiu do time de futebol Carezza.
Em 2015, ela foi escalada para o papel de Yukari Takeba na peça Persona 3 the Weird Masquerade ~Sōen Kesshō~. Ela também atuou no teatro em adaptações de Les Misérables e O Rei Leão.
Em 2017, ela foi escalada como a personagem Maya Tendo na franquia multimídia Revue Starlight, inicialmente interpretando a personagem nas peças teatrais do projeto e depois reprisando o papel em sua adaptação para anime de 2018.